# Puerto de la Uva
Puerto de la Uva är en ort i Mexiko, tillhörande kommunen Amatepec i den sydvästra delen av delstaten Mexiko, i den centrala delen av landet. Orten hade 119 invånare vid folkräkningen 2010.